# پمبا دوما شرپا
پمبا دوما شرپا (زادهٔ ۷ ژوئیهٔ ۱۹۷۰ – درگذشتهٔ ۲۲ مهٔ ۲۰۰۷) نخستین زن کوهنورد نپالی صعودکننده به قلهٔ اورست از طریق جبههٔ شمالی و دومین زن کوهنورد صعودکننده به اورست از طریق هر دو جبههٔ شمالی و جنوبی کوه بود. او در عین حال یکی از شش زنی است که موفق به دو بار صعود به قلهٔ اورست شده‌اند. او همچنین سرپرستی تیم اعزامی زنان نپالی به اورست در سال ۲۰۰۲ را بر عهده داشت.
پمپا دوما ۲ ساله بود که مادرش را از دست داد و توسط پدربزرگ و مادربزرگش بزرگ شد. او مقیم نامچه ۱ در ناحیهٔ سولوخومبوی نپال بود و در یکی از مدارسی که توسط ادموند هیلاری، نخستین مرد فاتح اورست، ساخته شده بود درس خواند. او مؤسسهٔ خیریه‌ای به نام Save the Himalayan Kingdom را بنیاد نهاد که تمرکزش بر تحصیل کودکان نپالی بدون در نظر گرفتن کاست آنان بود. او همچنین مدیریت گروه کوهنوردی Climb High Himalaya را بر عهده داشت.
پمبا دوما در تاریخ ۲۲ مهٔ ۲۰۰۷ هنگام بازگشت از قلهٔ ۸۵۱۶ متری لهوتسه از ارتفاع ۸۰۰۰ متری سقوط کرد و جان باخت. شاهد این سقوط فیلیپ لینگ استرالیایی بود که در همان زمان در حال صعود از لهوتسه بود.